# AMD Turbo Core
AMD Turbo Core （别名：AMD Core Performance Boost ，缩写CPB） 是 AMD 实施的一种动态频率缩放技术，允许处理器在其某些版本的处理器中动态调整和控制处理器工作频率，从而在需要时提高性能，同时保持较低的功耗和正常运行期间的散热。AMD Turbo Core 技术已从基于 AMD K10 微架构的 Phenom II X6 微处理器开始实施。AMD Turbo Core 可用于某些 AMD A 系列处理器。

## 技术背景
为了确定处理器的时钟速度，对处理器进行压力测试以确定在达到允许的最大功率之前处理器可以运行的最大速度，称为热设计功率或 TDP。据报道，客户会抱怨处理器很少消耗额定 TDP，这意味着大多数消费者不会接近最大压力测试期间消耗的功率。一个称为平均 CPU 功率（ACP）的参数用于解决此问题。 ACP 定义了正常使用时预期消耗的平均功率，而 TDP 给出了最大消耗功率。在考虑热限制和确定 CPU 功耗时，功耗是一个重要因素。
AMD Turbo Core 和类似的处理器动态频率调整技术利用平均功耗低于最大设计限制的优势，允许在不超过设计限制的情况下在短时间内增加频率（以及伴随的功率和热量）。

## 特性
AMD Turbo Core 的优势包括：
- 在所有内核处于活动状态时，可提供高达 900 MHz 的 OC 速度，这意味着所有内核都可以同时提升。
- 有一半的内核处于活动状态时可能会获得更高的升压状态，因为更少的活动内核，功率，热量产生得也更少。
- AMD Turbo Core 受功耗而非温度控制，因此在较温暖的环境中也能获得相同的性能提升，因此最大频率取决于工作负载。

借助 Ryzen 处理器，AMD 引入了额外的自动超频功能：
- Precision Boost 尝试在任何时候以允许的最高频率运行处理器，并受到冷却和电源的限制。它以 25 MHz 的增量改变频率。
- 扩展频率范围为具有更好冷却效果的系统解锁额外电压范围。

## 处理器支持
- Opteron
- AMD FX
- AMD APU
- AMD Ryzen
- AMD EPYC
- 某些 AMD Phenom II 处理器